# Șîroka Hreblea, Vinnîțea
Șîroka Hreblea (în ucraineană Широка Гребля) este o comună în raionul Vinnîțea, regiunea Vinnița, Ucraina, formată numai din satul de reședință.

## Demografie
Componența lingvistică a satului Șîroka Hreblea
     Ucraineană (98,66%)
     Rusă (1,34%)
Conform recensământului din 2001, majoritatea populației satului Șîroka Hreblea era vorbitoare de ucraineană (98,66%), existând în minoritate și vorbitori de rusă (1,34%).